# Compsodes cucullatus
Compsodes cucullatus är en kackerlacksart som först beskrevs av Henri Saussure och Leo Zehntner 1894.  Compsodes cucullatus ingår i släktet Compsodes och familjen Polyphagidae. Inga underarter finns listade i Catalogue of Life.